# Dimitrije Ljotić
Dimitrije Ljotić, cyr. Димитрије Љотић (ur. 12 sierpnia 1891 w Belgradzie, zm. 22 kwietnia 1945 w Ajdovščinie) – serbski polityk podczas II wojny światowej, założyciel i przywódca nacjonalistycznej i faszystowskiej organizacji politycznej ZBOR.

## Okres przedwojenny
Jego ojciec Vladimir Ljotić był konsulem w Tessalonikach w Grecji, a następnie burmistrzem miejscowości Smederevo i posłem w serbskim parlamencie. Dimitrije Ljotić rozpoczął naukę w Smederevie, maturę zdał w serbskim liceum w Tessalonikach. Kontynuował ją w wydziale prawa w Belgradzie, uzyskując dyplom w lipcu 1913 roku  Natychmiast dostał powołanie do armii, ale odmówił złożenia przysięgi, twierdząc, że jest pacyfistą. Skierowano go zatem do szpitala wojskowego, gdzie służył podczas wojen bałkańskich. Jesienią wyjechał do Paryża, aby kontynuować studia. Znalazł się wówczas pod wpływem haseł głoszonych przez Charles’a Maurras’a. Po zabójstwie arcyksięcia Ferdynanda w Sarajewie powrócił do Serbii i wstąpił do armii. Po zakończeniu I wojny światowej pełnił funkcję komendanta stacji kolejowej w miejscowości Bakra w Chorwacji niedaleko włoskiej granicy; zasłynął rozbiciem w kwietniu 1920 roku komunistycznego strajku pracowników kolei i aresztowaniem 36 robotników. W czerwcu został zdemobilizowany. Wydarzenie ze strajkiem zmieniło jego życie, bowiem postanowił zostać politykiem. Jesienią przeniósł się do Smedereva i rozpoczął praktykę adwokacką. Wstąpił do skrajnie prawicowej Partii Radykalnej, w której został przywódcą organizacji młodzieżowej. We wrześniu 1921 roku  ukończył w Belgradzie studia prawnicze. W 1929 roku  poparł zadeklarowanie dyktatury przez króla Aleksandra I. Jako stronnik Karadordjeviciów uzyskał u niego audiencję. W lutym 1931 roku jako zadeklarowany monarchista został mianowany przez króla ministrem sprawiedliwości w rządzie Petara Živkovicia. Przygotował wówczas nowelę konstytucji przewidującą zmiany w przypadku głosowania w wyborach parlamentarnych i przedstawił ją królowi. Wyborcy mieliby wybierać w wolnym i tajnym głosowaniu kandydatów zgłaszanych przez pozarządowe organizacje. Jednakże Aleksander I odrzucił propozycję i D. Ljotić zrezygnował z funkcji ministra, powracając do zawieszonej praktyki adwokackiej. Kontynuował działalność polityczną, a 6 stycznia 1935 roku  został przywódcą nowo powstałego faszystowskiego ugrupowania politycznego pod nazwą Jugosłowiański Ruch Narodowy ZBOR. Założył także gazety „Otadzbina”, „Zbor” i „Budjenje”. W wyborach parlamentarnych w tym samym roku ZBOR uzyskał 0,86% głosów; do wybuchu wojny miał w kolejnych wyborach podobne poparcie. Ugrupowanie było zwalczane przez wszystkie najważniejsze siły polityczne w kraju, podobnie jak przez władze państwowe; jego wiece i spotkania były sabotowane, wydawane pisma cenzorowane, a członkowie aresztowani i przesłuchiwani. Największym wrogiem byli jednak komuniści, którzy próbowali zdyskredytować D. Ljoticia na wszelkie możliwe sposoby. Z drugiej strony był on jednym z najbardziej zagorzałych wrogów komunizmu i najpopularniejszych antykomunistycznych publicystów w Jugosławii. Jednocześnie był silnym antysemitą, piętnując rolę Żydów nie tylko w ruchu komunistycznym, ale też w liberalnej demokracji i kapitalizmie. Nazywał ich przeklętymi ludźmi, którzy chcą przejąć władzę nad innymi narodami za pomocą demokracji, kapitalizmu, masonerii i marksizmu. Nawoływał do ich czynnego zwalczania i bojkotowania ich handlu, gdyż są najbardziej cynicznymi i niebezpiecznymi wrogami chrześcijan, chrześcijańskich wartości i chrześcijańskiego modelu życia. Sam D. Ljotić był żarliwym wyznawcą prawosławia.

## Okupacja niemiecka
Po agresji Niemiec na Jugosławię w kwietniu 1941 roku wstąpił ochotniczo do wojska i jako oficer rezerwy został wysłany do miejscowości Bjeljina, gdzie dowiedział się o kapitulacji armii jugosłowiańskiej. Powrócił więc do Smedereva. Podjął wkrótce politykę kolaboracji z Niemcami, negocjując powołanie cywilnego rządu na obszarze okupowanej Serbii, tzw. generalnej administracji, lecz sam odmówił wejścia do niej. Po jej zlikwidowaniu na czele nowego marionetkowego rządy serbskiego stanął gen. Milan Nedić, osobiście wytypowany przez D. Ljoticia. On sam ponownie nie został jego członkiem, ale ministrami mianowano 2 członków ZBORU. Jeden z nich, Mihailo Olćan, zaproponował sformowanie ochotniczej formacji zbrojnej pod nazwą Serbski Korpus Ochotniczy do walki z partyzantką. Jej ideologicznym przywódcą został D. Ljotić. Latem 1941 r. nawiązał on kontakt z płk. Dragoljubem Mihailoviciem, przywódcą czetników, obiecując pomoc oraz zaopatrywanie oddziałów w żywność i broń. Kiedy Niemcy przegrywali wojnę, a Armia Czerwona zaczęła zbliżać się do granic Jugosławii zmienił swoją strategię. W 1944 r. zaproponował wszystkim serbskim siłom nacjonalistycznym, obejmującym Serbski Korpus Ochotniczy, Serbską Straż Państwową gen. M. Nedicia oraz czetników z Serbii, Czarnogóry, Bośni i Hercegowiny, wycofanie się na obszar Słowenii, gdzie wespół ze słoweńskimi nacjonalistami stworzyłyby wspólny front nacjonalistyczny skierowany przeciwko komunistom Josipa Broz Tity. W rezultacie pod koniec wojny wraz z większością antykomunistycznych formacji serbskich znalazł się w Słowenii. Jednakże jego plan nie został zrealizowany z powodu braku zgody.
Sam D. Ljotić zginął 22 kwietnia 1945 roku w wypadku samochodowym, udając się na spotkanie z patriarchą Gabrielem i biskupem Mikołajem (Velimiroviciem). Został pochowany w miejscowości Gorica.
W 1952 ukazały się jego wspomnienia Z mego życia (Iz moga života).